# دسباریس
دسباریس (به اسپانیایی: Dosbarrios) یک شهرستان در اسپانیا است که در استان تولدو واقع شده‌است.

## خصوصیات
دسباریس ۱۱۲ کیلومترمربع مساحت و ۲٬۲۸۰ نفر جمعیت دارد و ۷۱۱ متر بالاتر از سطح دریا واقع شده‌است.